# جورج غريغوري (لاعب كريكت)
جورج غريغوري (27 أغسطس 1878 في المملكة المتحدة - 28 نوفمبر 1958 في المملكة المتحدة)  (بالإنجليزية: George Gregory)‏ هو لاعب كريكت بريطاني وبريطاني (وحمل سابقاً جنسية المملكة المتحدة لبريطانيا العظمى وأيرلندا). لعب مع نادي مقاطعة ديربيشاير للكريكت ‏.